# Boophis occidentalis
A Boophis occidentalis a kétéltűek (Amphibia) osztályába, a békák (Anura) rendjébe és az aranybékafélék (Mantellidae) családjába tartozó faj.

## Előfordulása
A faj Madagaszkár endemikus faja. A sziget nyugati és északnyugati részén honos a tengerszinttől 800 m-es magasságig. Megtalálható a Tsingy de Bemaraha Nemzeti Parkban, a Kalambatritra természetvédelmi területen. Természetes élőhelye száraz trópusi erdők.

## Megjelenése
Közepes méretű békafaj. Az egyetlen megfigyelt nőstény hossza 44 mm. Háti bőre sima. Színe zöld hosszanti sárga csíkokkal. Iriszének külső része türkizkék. Úszóhártyája vörös.